# Cycas brachycantha
Cycas brachycantha é uma espécie de cicadófita do género Cycas da família Cycadaceae, nativa de Bac Can, no Vietname. Segundo dados de 2010, a população tende a descrescer.